# جين رينولدز
جين رينولدز (بالإنجليزية: Gene Reynolds)‏ هو كاتب سيناريو ونقابي وممثل أمريكي، ولد في 4 أبريل 1923 في الولايات المتحدة. من الجوائز التي نالها جائزة الإيمي برايم تايم وجائزة نقابة المخرجين الأمريكيين وجائزة نقابة الكتاب الأمريكية.

## أعمال

### أفلام
- (1938) مدينة الصبيان
- (1954) فتاة الريف
- (1956) ديان

## جوائز
- جائزة الإيمي برايم تايم
- جائزة نقابة المخرجين الأمريكيين
- جائزة نقابة الكتاب الأمريكية

## وصلات خارجية
- جين رينولدز على موقع IMDb (الإنجليزية)
- جين رينولدز على موقع روتن توميتوز (الإنجليزية)
- جين رينولدز على موقع ألو سيني (الفرنسية)
- جين رينولدز على موقع أول موفي (الإنجليزية)
- جين رينولدز على موقع قاعدة بيانات الأفلام السويدية (السويدية)
- جين رينولدز على موقع إن إن دي بي (الإنجليزية)
- جين رينولدز على موقع قاعدة بيانات الفيلم (الإنجليزية)
- جين رينولدز على موقع كينوبويسك (الروسية)